# Haplostola
Haplostola là một chi bướm đêm thuộc họ Noctuidae.